# آلفرد پاوزلند
آلفرد پاوزلند (انگلیسی: Alfred Powlesland; ۷ اوت ۱۸۷۵ – ۲۵ مارس ۱۹۴۱) بازیکن کریکت اهل بریتانیا بود.